# Papey
Papey es una isla cerca de la costa este de Islandia en el municipio de Djúpavogshreppur que posee unos 2 kilómetros cuadrados (0,77 millas cuadradas) de extensión, con su punto más alto a aproximadamente 58 m s. n. m.

## Historia
La isla fue habitada desde la colonización de Islandia hasta el año 1966. Todavía hay un faro, una vivienda, una iglesia y una estación meteorológica en la isla, esta última automatizada desde 1998. También hay grandes colonias de frailecillos en la isla.
Papey se dice viene del nombre de los monjes llamados papar y se menciona en el Landnámabók como uno de los dos lugares donde los monjes vivían.